# 小川裕人
小川 裕人（おがわ ひろと、1901年5月14日 - 1974年10月27日）は、日本の歴史学者。専門は東洋史。東方文化学院研究員（東亜研究所委託事業嘱託、1939年1月 - 1944年）、大谷大学教授、大阪商業大学教授。
長野県出身。京都帝国大学文学部卒業。1933年に外務省の文化事業部は満蒙文化研究事業という名目で助成金を出し、東京帝国大学と京都帝国大学に委託したが、京都帝国大学では羽田亨を中心に、田村実造、若城久治郎、外山軍治、小川裕人らが研究を行った。
京都帝国大学は1938年から『満蒙史論叢』を刊行したが、小川裕人が第2巻の編集を担当している。
関西大学講師、大谷大学教授、大阪商業大学教授を務めた。

## 著書

### 編著
- 『満蒙史論叢』（日満文化協会、1939年）